# Gebakken spons
Gebakken spons is een broodjeaapverhaal dat al meer dan 100 jaar bestaat, maar rond 2013 vaker in het nieuws kwam in Nederland. Er wordt verteld dat in vet gebakken spons verspreid zou worden door hondenhaters. Honden zouden door het eten van gebakken spons ernstige gezondheidsproblemen krijgen of doodgaan.
Voor het verhaal ontbreekt bewijs. Huisdieren kunnen ziek worden wanneer zij zwerfvuil binnenkrijgen, maar hulpdiensten en dierenartsen weten dat er geen sprake is van gebakken spons. Ook staat niet vast dat een hond in zo‘n geval meer dan alleen wat braakneigingen en ontregelde stoelgang zal krijgen.
In Nederland wordt regelmatig melding gemaakt van gebakken spons. Vaak wordt het snel gedeeld via lokale nieuwssites, buurtapps en social media. Wanneer dan later blijkt dat het toch iets anders is, niet gevaarlijk, hoort men er meestal niks over.

## Onderzoek
In 2015 is er door het Nederlands Forensisch Instituut, in opdracht van de nationale politie, onderzoek gedaan naar circa zestig recente meldingen. Zij hebben geen spons kunnen detecteren in het materiaal, maar wel vuurwerkresten, kattengrind, purschuim en een vetbol voor vogels. In 2021 verscheen het boek 'Gebakken spons of broodje aap?' gebaseerd op het onderzoek van ruim 500 gevallen van zowel gevonden objecten als ziek geworden huisdieren. De conclusie was gelijk aan die van het NFI.

## Vondsten
In 2015 werd ‘gebakken spons’ volgens NOS onder meer gemeld in Almere, Hengelo, Den Haag en Huizen.
In januari 2018 trof de politie van Oss ‘gebakken spons’ aan. In mei 2018 waarschuwde de politie in Woensel-zuid voor ‘gebakken spons’. In augustus 2018 trof de politie Scheveningen en Loosduinen ‘gebakken spons’ aan waarna een waarschuwing uitging. In 2018 en 2019 waarschuwde de politie Veluwe West voor aangetroffen ‘gebakken spons’. Ook na de stormen van maart 2022 werd er veel zogenaamd gebakken spons gevonden. In al die gevallen bleek het achteraf om zwerfvuil te gaan.
Voorwerpen die worden aangezien voor gebakken spons kunnen kunstmatig of natuurlijk zijn:
- purschuim of ander bouwmateriaal,[14] schuimrubber, vlokkenschuim (Polypress), synthetische spons, kweekblokjes, vuurwerkresten (gipsen bodems van 'potten'), stukgebeten speelballetjes, vetbollen voor vogels, etensresten waaronder broodkorsten[15] ander zwerfvuil.
- zwammen en paddenstoelen[16] (met name reuzenbovist en echte tonderzwam), oude nesten van wespen, nesten van de eikenprocessierups, galappels, aardappelgal (het 'nest' van de aardappelgalwesp).

## Purschuim
Oorspronkelijk kan het verhaal alleen maar van toepassing zijn geweest op het ongevaarlijke natuurspons. Mogelijke oorzaak van de heropleving van het gebakkensponsverhaal vanaf ongeveer 2015 is polyurethaanschuim (pur), dat sinds de jaren ’60 in verschillende vormen intensief in de bouw gebruikt wordt. Daardoor komt het de afgelopen jaren vrij bij sloopactiviteiten. Pur is een composiet van een di-isocyanaat en een polyol en bestaat in tientallen verschillende vormen met elk een ander uiterlijk en soortelijk gewicht. Purschuim wordt na verloop van jaren erg licht van gewicht waardoor het door de wind verspreid kan worden. Het verkleurt onder invloed van zonlicht, waardoor het er gebakken uit gaat zien. Purschuim kan vettig aanvoelen en ruiken, alsof het gefrituurd is.